# نئورگولین
نئورگولین‌ها (انگلیسی: Neuregulins) خانواده‌ای از پروتئین‌ها مشتمل بر ۴ عضو است که از لحاظ ساختاری با هم شباهت دارند و جزئی از خانوادهٔ فاکتور رشد اپیدرمی هستند.
این پروتئین‌ها عملکرد گوناگونی در تکامل دستگاه عصبی داشته و چندین نقش در رویان‌زایی مهره‌داران ایفا می‌کنند که از آن میان، می‌توان به تکامل بافت قلب، سلول‌های شوان، تمایز اُلیگودندروسیت‌ها، تکامل برجی جنبه‌های دشتگاه عصبی و تشکیل سیناپس تماس عصبی-ماهیچه‌ای.
اعضای این خانواده از طریق فرایند «پیرایش دگرسان» (Alternate Splicing) یا به‌کارگیری چندین نوعِ اختصاصی از جایگاه‌های آغازِ رونویسی ساخته می‌شوند و در مجموع به گیرنده فاکتور رشد اپیدرمی (HER2/neu, ERBB3 و ERBB4) متصل شده و آن را فعال می‌کنند.

## انواع
- نئورگولین ۱: خودش ۶ زیرگروه دارد که از طریق فرایند «پیرایش دگرسان» به وجود می‌آیند.
- نئورگولین ۲
- نئورگولین ۳
- نئورگولین ۴